# Susan Solomonová
Susan Solomonová (* 19. ledna 1956 Chicago) je americká chemička, která se specializuje na výzkum atmosféry.
V roce 1981 získala doktorát na Kalifornské univerzitě v Berkeley. Zaměřila se na výzkum ozónových děr a pracovala pro Národní úřad pro oceán a atmosféru a Mezivládní panel pro změnu klimatu, podílela se na přípravě Montrealského protokolu. Od roku 2011 je profesorkou Massachusettského technologického institutu.
Je členkou Národní akademie věd Spojených států amerických. Byla uvedena do National Women's Hall of Fame a časopis Time ji zařadil mezi sto nejvlivnějších lidí světa. V roce 1999 získala Národní vyznamenání za vědu a v roce 2004 Blue Planet Prize. V Antarktidě je po ní pojmenován ledovec Solomon Glacier.
Vydala knihu The Coldest March, v níž se věnuje nezdaru Expedice Terra Nova z hlediska moderních vědeckých poznatků. Je spoluautorkou studie o uvolňování trichlorfluormethanu z oceánů.